# Тарја Турунен
Тарја Турунен (фин. Tarja Turunen; Ките, 17. август 1977) је финска певачица, најпознатија као бивша певачица финскe метал групе Најтвиш. Позната је по својој оперској техници певања. Лирски је сопран са три октаве вокалног распона.

## Биографија
Како је од малих ногу показивала дар за музику родитељи су је уписали на часове клавира чим је кренула у школу.
Године 1992. преселила се у Хелсинки и уписала је музичку академију Савонлини.
Један је од оснивача финске симфоник пауер метал групе Најтвиш 1996, заједно са школским пријатељем Туомасом Холопајненом.
Светску славу је стекла тек 1998. издавањем албума Oceanborn у оквиру Најтвиша.
Тарја је такође учествовала и на албуму аргентинске групе Бето Васкез Инфинити Beto Vázquez Infinity из 2001. године.
Године 2003. се удала за аргентинског бизнисмена, Марчела Кабулија. 
Дана 21. октобра 2005. године, након концерта у Хелсинкију, остали чланови су је отвореним писмом (које се донедавно налазило на њиховој званичној веб страници) замолили да напусти бенд.
Тарјин одговор на писмо се налази на овој страници.
Тарја је након тога наставила са својом солистичком каријером.

## Дискографија

### Најтвиш
- Angels fall first 1997
- Oceanborn 1998
- Wishmaster 2000
- Century child 2002
- Once 2004

### Солистичка дискографија
Синглови
- One Angel´s Dream 2004
- Yhden Enkelin Unelma Acoustic 2004
- Yhden Enkelin Unelma 2004
- You Would Have Loved This 2006
- I Walk Alone 2007
- Die Alive 2008
- Enough 2009
- Until My Last Breath 2010
- Walking In The Air 2011
- Outlanders 2011
- Astral Bells 2011
- Victim Of Ritual 2013

Албуми
- Henkäys Ikuisuudesta 2006
- My Winter Storm 2007
- What Lies Beneath 2010
- Act 1 2012
- Colours in the Dark 2013